# Bonifaz Rüedlinger
Bonifaz Rüedlinger (* 1587; † 24. November 1627) war von 1624 bis 1627 Bibliothekar des Klosters St. Gallen.

## Leben
Bonifaz war der Sohn von Heinrich Rüedlinger aus Sidwald im Toggenburg und Katharina Geiger. Zwei seiner Schwestern sowie eine seiner Nichten waren Franziskanerinnen, eine weitere Schwester trat in den Orden der Dominikanerinnen ein. Er legte am 29. September 1604 im Kloster St. Gallen die Profess ab. Anschliessend studierte er in Dillingen Philosophie, Mathematik und Theologie, unter anderem beim bekannten Jesuiten Jeremias Drexel. 1608 wurde er in Dillingen zum Subdiakon, 1609 in Konstanz zum Diakon geweiht. Im Dezember 1613 erhielt er ebenfalls in Konstanz die Priesterweihe und war anschliessend zuerst in St. Gallen, dann ab 1615 in Stein (Rothenflue) als Seelsorger tätig. Er starb am 24. November 1627 erst vierzigjährig an den Folgen eines Schlaganfalls und wurde in der Bonifaziusgruft im Fuldaer Dom bestattet.

## Wirken
Von 1618 bis 1621 war Bonifaz Statthalter in St. Gallen, danach Münsterprediger und schliesslich ab 1624 Stiftsbibliothekar und klösterlicher Baumeister. Er leitete die Renovation des Gallusmünsters sowie den Neubau der St. Otmarskirche und der Sakristei, entwarf die Pläne für ein neu zu errichtendes Klostergebäude in St. Gallen und ein Modell für den Neubau in St. Johann. Das kulturelle Leben im Kloster bereicherte er durch seine Tätigkeiten als Kapellmeister, Musiklehrer und Choralschreiber. Ausserdem verstand er sich im Sticken kostbarer Altardecken und verfasste einige komödiantisch anmutende Gedichte. 1626 wurde er zusammen mit sechs weiteren St. Galler Konventualen nach Fulda gesandt, wo er Prediger in der Erlöserkirche wurde. 